# Wilhelm von Kaulbach
Wilhelm von Kaulbach (Arolsen en Waldeck, hoy Bad Arolsen, Hesse, 5 de octubre de 1805 - 7 de abril de 1874) fue un pintor alemán.

## Vida

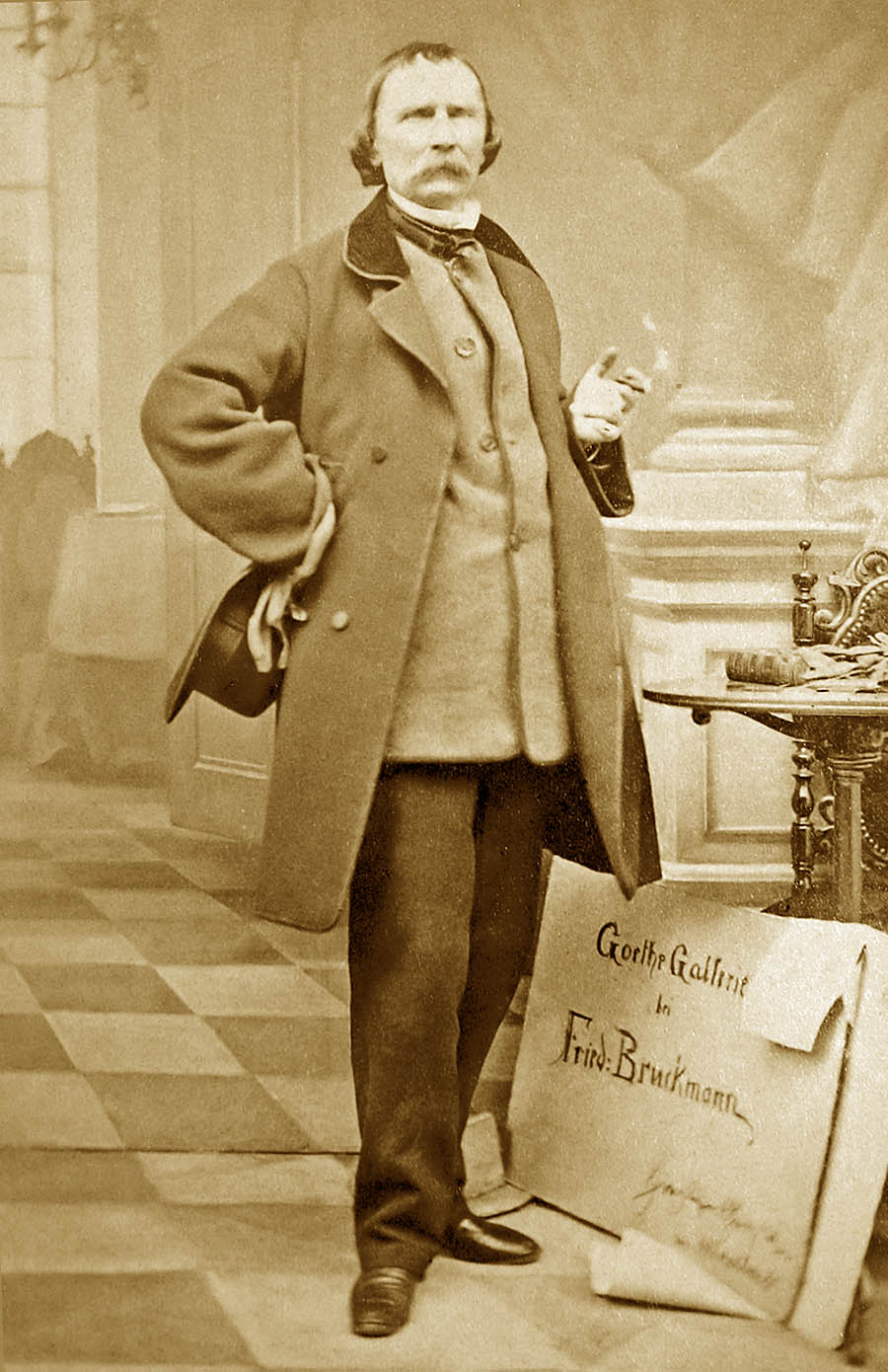
Retrato de Wilhelm von Kaulbach (1864).

Su padre, que era pobre, combinó la pintura con el comercio de orfebrería, pero consiguió fondos para que Wilhelm entrara a los diecisiete años en la Academia de Artes de Düsseldorf, por entonces de gran renombre bajo la dirección de Peter von Cornelius. El joven Kaulbach tuvo que soportar privaciones, incluso hambre. Gracias a su talento e industriosidad consiguió ser uno de los pintores que buscaba revivir las artes en Alemania. Fue decisiva en su vida la ambición de Luis I de Baviera de transformar Múnich en una Atenas germana. Cornelius recibió el encargo de pintar los frescos de la Gliptoteca, y su costumbre era dedicar los inviernos a realizar esbozos en Düsseldorf, con la ayuda de Kaulbach y otros, y en los veranos, acompañado por sus mejores alumnos, pintaba esos diseños en las paredes del museo de Múnich. Pero en 1824 Cornelius se convirtió en director de la academia bávara. Kaulbach, que para entonces no tenía los veinte años, le siguió, decidió residir en Múnich, trabajó duramente en obras públicas, ejecutó encargos independientes, y en 1849, cuando Cornelius marchó a Berlín, le sucedió como director de la academia, un cargo que mantuvo hasta su muerte. Su hijo Hermann (1846-1909) también fue un pintor notable.

## Obra

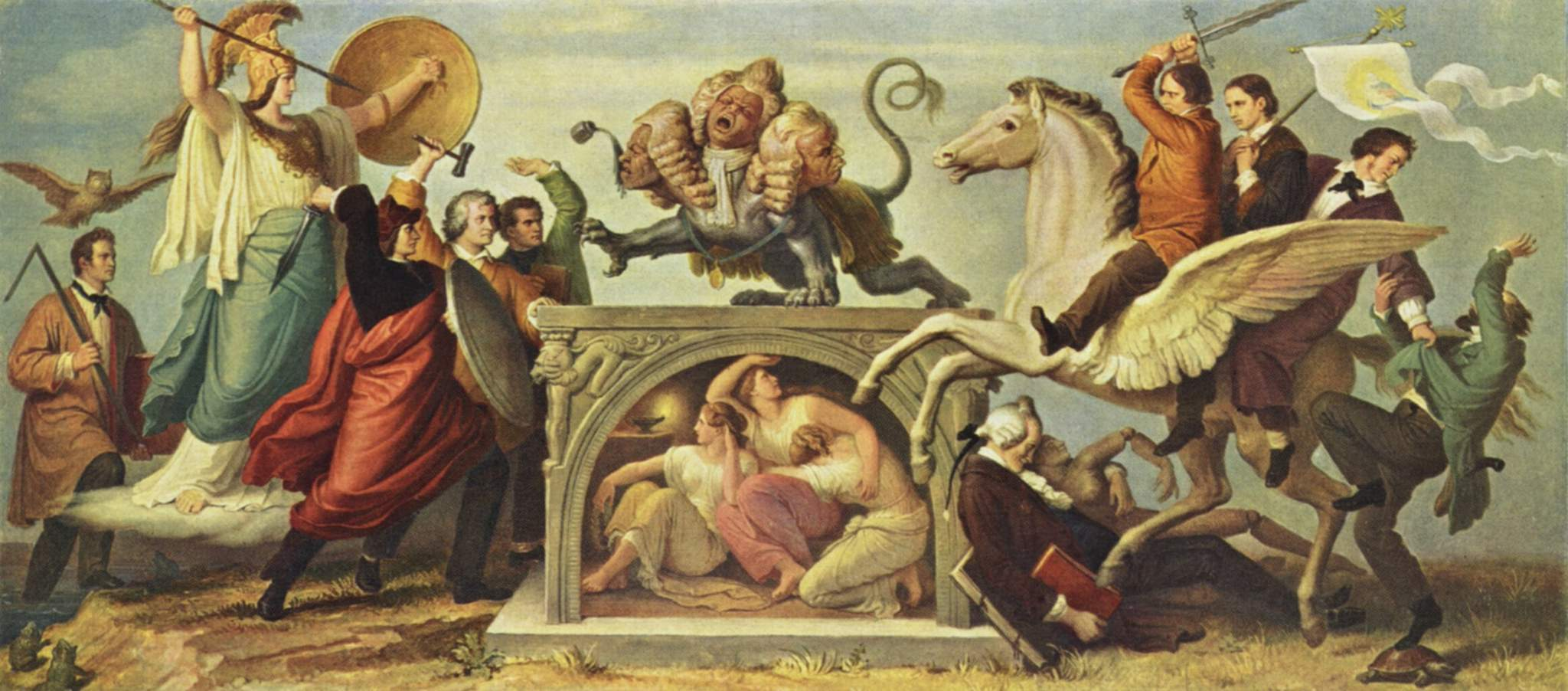
Dibujos para fresco en la Nueva Pinacoteca, 1850.

Kaulbach desarrolló, siguiendo el ejemplo de los maestros medievales, el arte de la pintura mural o monumental; más de una vez unió arquitectura y pintura y mostró una creatividad fértil y una variedad de recursos, prácticamente desconocidos desde los tiempos de Rafael y Miguel Ángel. Entre sus obras puede citarse la Narrenhaus, cuyas composiciones tienen puntos de contacto con Hogarth. La misma línea siguen las ilustraciones de Reineke Fuchs. Esta obra, así como las figuras aisladas o las ilustraciones de dramas pictóricos, muestran cuán dominante e irreprimible era en este pintor el sentido de la sátira. En ocasiones, lo grotesco degenera en lo vulgar, lo grandioso en lo ridículo, como en la sátira de la "Época de la Trenza", un fresco en el exterior de la Nueva Pinacoteca.
Estas extravagancias excepcionales no vienen de la debilidad, sino del exceso de poder. Kaulbach quería ser un griego o un italiano; pero no llegó a ser un Fidias o un Rafael; en sus venas corría la sangre de Alberto Durero, Holbein y Martin Schöngauer. La abundante producción artística de Múnich a mediados del siglo XIX impedía que se alcanzase la primera calidad, y Kaulbach llenaba con gran facilidad paredes y lienzos de grandes dimensiones. Pintó en el Hofgarten, el Odeón, el Palacio y en las paredes exteriores de la Nueva Pinacoteca. Además, su estilo, omnipresente y un poco fanfarrón, le permitía trabajar como ilustrador de libros: en las páginas de los poetas se deleitaba su fantasía; se inspiraba con gusto en Christoph Martin Wieland, Goethe, incluso Klopstock; ilustró a Shakespeare, a Goethe e incluso una edición en folio de los Evangelios. En relación con esta obra de la escuela de Múnich, se afirma que Kaulbach fue desafortunado al tener a Cornelius de maestro y al rey Luis I como patrón, pues le hacían emprender obras más allá de sus capacidades, creyendo que su admiración por ellos era lo mismo que inspiración; y sustituyó la carencia de una verdadera imaginación por "una mezcla de intelecto y capricho."

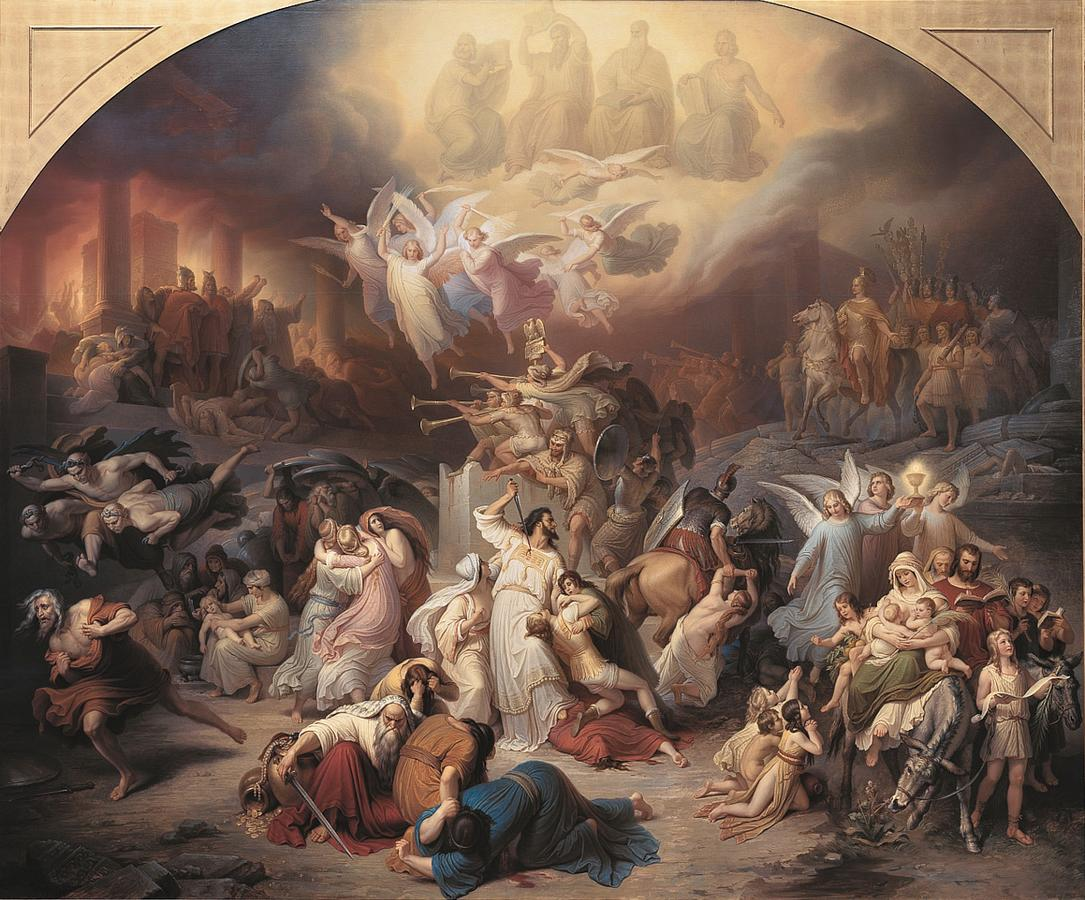
Destrucción de Jerusalén.

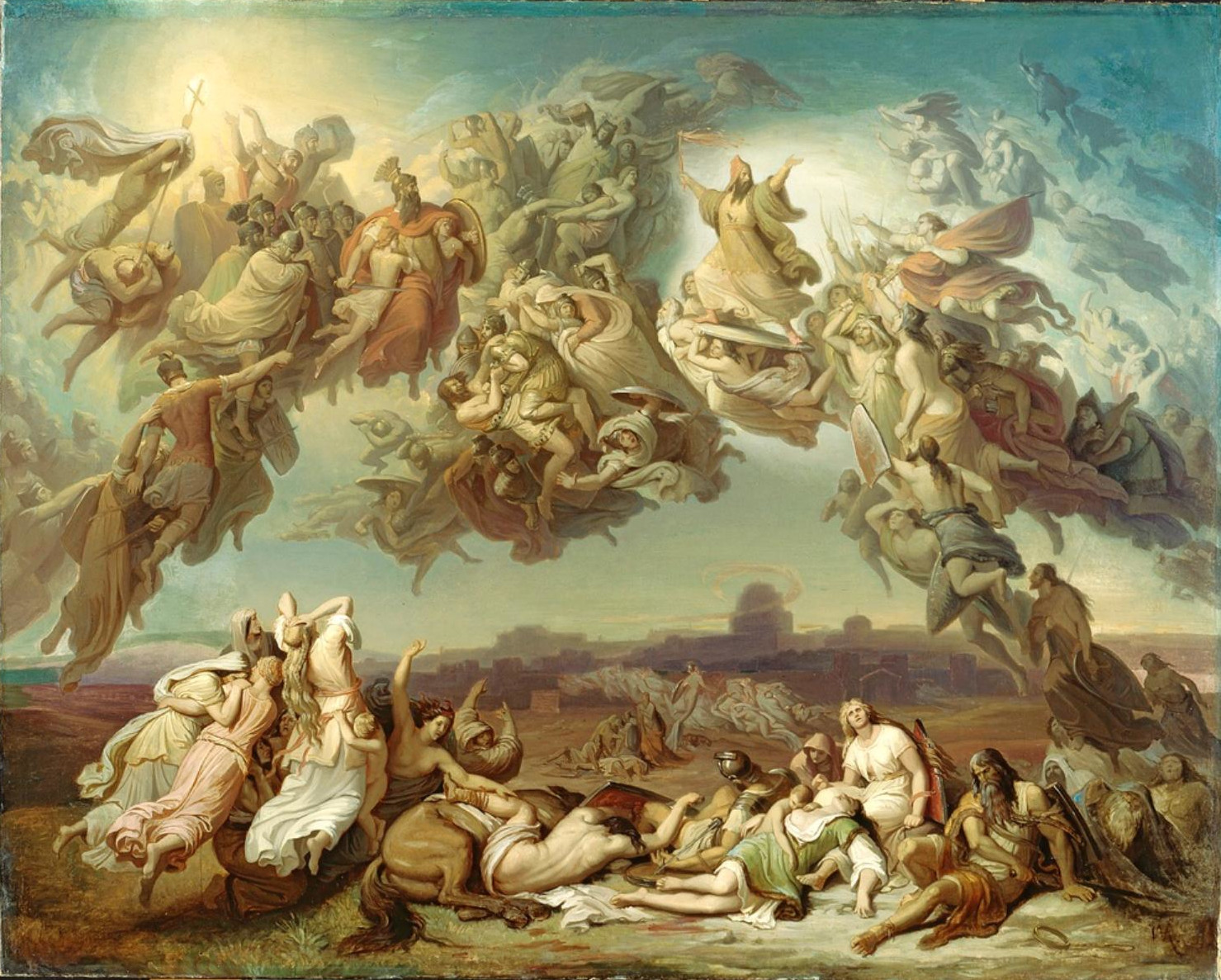
Batalla de los hunos.

No obstante, en obras como la "Destrucción de Jerusalén" y la "Batalla de los hunos", Kaulbach muestra una imaginación muy creativa. Como un poeta dramático, narra la historia, representa al personaje, lo pone en acción y situación, y arrebata al espectador. El estilo puede resultar algo ruidoso, pero el efecto es tremendo. Como es usual en el arte alemán moderno, el dibujo o diseño es superior a la pintura final. En su apogeo, en torno a los treinta años, Kaulbach tiene un conocimiento poco menos que absoluto, sutil sentido de la belleza, y un toque firme, juguetón y delicado.
Dedicó más de una década a lo que los alemanes llaman un "cyclus" - serie de pinturas describiendo la Torre de Babel, la Edad de Homero, la Destrucción de Jerusalén, la Batalla de los Hunos, las Cruzadas y la Reforma. Estos grandes retablos, de más de nueve metros de largo, con más de cien figuras colosales en cada uno de ellos, están rodeados por composiciones menores, más de veinte en total. La idea es congregar alrededor de los dramas históricos mundiales los primeros agentes de la civilización: figuras alegóricas de la Arquitectura y otras artes, de las Ciencias y de otros reinos del saber, junto a los juristas desde los tiempos de Moisés, sin olvidar a Federico II el Grande. Esta impresionante y teatral obra didáctica se ubica en la Treppenhaus o gran escalera del nuevo museo en Berlín; la superficie es una pared granulada y absorbente, que recibió una preparación especial; el método técnico elegido es conocido como "vaso de agua" o "sílex líquido": una infusión de sílice que aseguraba la perdurabilidad de la pintura. Se adoptó el mismo método en las pinturas murales posteriores en el Palacio de Westminster.
El último período del pintor no tiene novedades. Sus últimas obras solo exageran sus primeras características. Los dibujos sobre temas de Goethe tuvieron un enorme éxito: eran melodramáticos y satisfacían el gusto popular. El vasto lienzo, de más de nueve metros de alto, la "Batalla Marina en Salamis" (Maximilianeum de Múnich) manifiesta su habitual imaginación y facilidad de composición, con una pincelada larga y vigorosa.

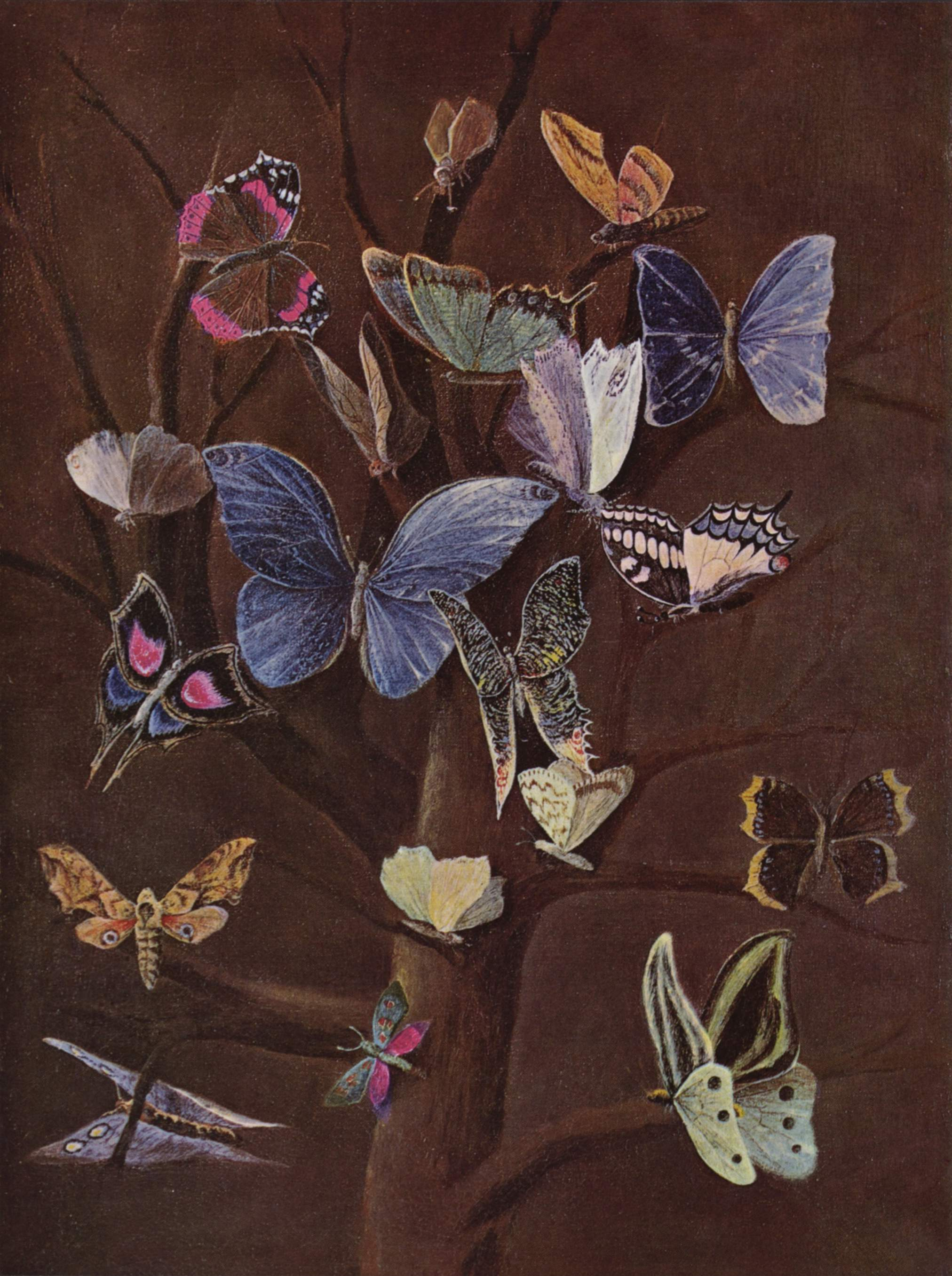
Mariposas, h. 1860.

El arte de Kaulbach amaba la belleza. No domina el color, al que consideraba secundario. Basa su arte en la forma y la composición. Trabaja la composición de manera compleja y exacta. Están en armonía las líneas, las partes en relación con el todo. La música y la pintura alemana modernas han seguido caminos paralelos, y puede decirse que Kaulbach es musical en la melodía y armonía de sus composiciones. Refleja una narrativa lúcida, que se mueve con aire de marcha triunfal. No se rompe la secuencia de las figuras, los grupos se arreglan de conformidad con su paralela forma literaria, la pintura expresa en forma dramática en indidente, episodio, diálogo, acción o trama representado. Kaulbach es ecléctico en su estilo: en la Edad de Homero, los tipos y el tratamiento derivan de los mármoles y vasos griegos; en la Torre de Babel la severidad de los antiguos cede el paso a la suavidad del renacimiento italiano; mientras en las Cruzadas la composición cae en el romanticismo. Sin embargo, este arte está tan bellamente ajustado, tan suavemente mezclado, que no resulta incongruente, y se muestra homogéneo.
En sus últimos años, Kaulbach perdió el favor de un público que buscaba la novedad, y presenció, no sin inquietud, que ganaba terreno el partido del naturalismo y el realismo.